# Magnolia liliflora
Магнолија (лат. Magnolia liliflora) је врста биљке из породице Magnoliaceae. 

## Опис
Магнолија је вишегодишњи, листопадни жбун, грм или мало дрво,  високо 2 - 3 (некад и до 5) метара. Крошња је округласте форме с гранама које су међусобно јако испреплетане. Кора на гранама је глатка, светлосиве боје. Изданци су у почетку длакави, након тога постају голи. Током зиме изданци су тамнозелени с малим бројем лентицела. Листови су наизменични, крупни, широко елиптични до објајасти, целог руба, дужине између 15 и 20 центиметара, ширине између 8 и 10 центиметара с кратким и затупастим врхом. При самој бази имају клинасту форму, голи, с адаксијалне (горње) стране тамнозелени, док су с абаксијалне (доње) стране бледозелени с израженом мрежастом нерватуром. На наличју се дуж нерава јављају и длаке. Цветови су узани у форми бокала или звона, двополни (⚥), актиноморфни (*), пречника око 3 до 4 центиметра (дужине 10 до 11 центиметара), без мириса. Цветни омотач је прост и назива се перигон, сличне форме као код љиљана, по чему је врста и добила име. Листићи перигона су распоређени у неколико кругова (најчешће у три круга по 3 – P 3+3+3). Листићи спољашњег круга су чашицолики, са спољашње стране зеленкасте боје и рано отпадају. Листићи унутрашњих кругова су са спољашње стране пурпурно розе, док су с унутрашње стране бели, обрнуто-јајасти и налазе се на кратким, дебелим дршкама. Цветна ложа је испупчена с великим бројем спирално распоређених листоликих прашника (A∞). Плодник је апокарпан, надцветан из великог броја спирално распоређених карпела (G∞).Плод личи на шишарку, дужине је око 9 центиметара и по типу је збиран, а састоји се из појединачних плодова – мешкова. Семена када сазру су црвене боје и висе на дугим, свиленкастим нитима. Испод зрелог плода виде се ожиљци прашника у виду ситних тачкица, док се испод ожиљака прашника налазе и ожиљци перигона. Цвета пре или у току листања, обично током априла или маја месеца. 
Опрашивање се врши помоћу инсеката. Ова врста (и род генерално) не ствара нектар, али је полен богат протеинима и пчеле га из тог разлога користе као извор нутријената. Екстракт коре дрвета магнолије се у земљама Далеког Истока користи у традиционалној медицини као лек за третирање разних тегоба и здравствених стања, као што су нервоза и депресија.

## Екологија
Преферира добро дренирано земљиште, а такође јој погодују благо кисела, неутрална или базна, тј. благо алкална земљишта. Може да расте у полусенци  или без сенке. Преферира влажну подлогу. Значај јој се огледа у томе што може толерисати атмосферско загађење. 

## Станиште
Опште нативно распрострањење јој обухвата регију централне и западне Кине (Хубеј, Сечуан). У Србији се често гаји по парковима и вртовима као украсна биљка. 